# Аманда (Охајо)
Аманда (енгл. Amanda) град је у америчкој савезној држави Охајо.

## Демографија
По попису из 2010. године број становника је 737, што је 30 (4,2%) становника више него 2000. године.
| Група             | 2000.       | 2010.       |
| Белци             | 693 (98,0%) | 708 (96,1%) |
| Афроамериканци    | 0 (0,0%)    | 7 (0,9%)    |
| Азијати           | 0 (0,0%)    | 0 (0,0%)    |
| Хиспаноамериканци | 5 (0,7%)    | 10 (1,4%)   |
| Укупно            | 707         | 737         |